# Brahehus
Brahehus (« Maison Brahe ») est un château construit au XVIIe siècle près de Gränna, en Suède, et dont les ruines dominent la rive est du lac Vättern.

## Histoire
Le château a été bâti sur la décision de Per Brahe le Jeune, comte de Visingsborg, alors un des plus puissants seigneurs du royaume de Suède, pour en faire une résidence de prestige, visible à des lieues à la ronde. L'emplacement choisi est le sommet d'un escarpement sur le rebord du plateau du Småland. Les travaux débutent en 1637-1638 mais, sans doute étant donné les difficultés d'accès au site, ils dureront jusqu'au milieu des années 1650.

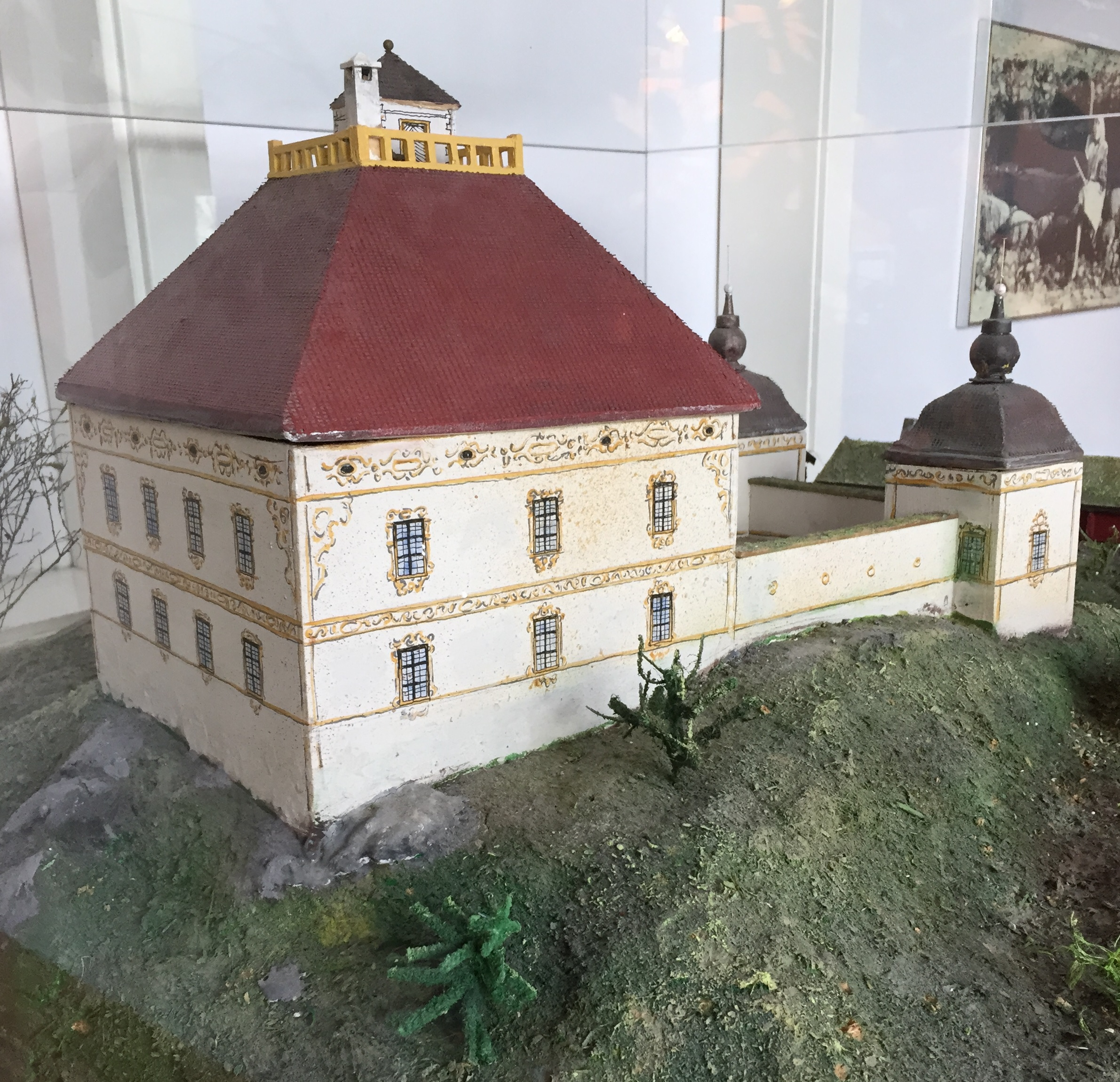
Maquette montrant l'aspect du château au temps de sa splendeur.

L'intention de Per Brahe était de le constituer en douaire en faveur de son épouse Kristina Katarina Stenbock, mais celle-ci meurt en 1650, avant même que le château soit achevé. Par la suite, Per Brahe s'en servira surtout pour loger ses invités.
Per Brahe meurt en 1680. Les années suivantes, le bâtiment est négligé, et est vidé de son inventaire, d'autant qu'il a été frappé par la « réduction » ordonnée par le roi Charles XI, par laquelle la couronne se réapproprie une grande partie des domaines autrefois concédés à la haute aristocratie.
Durant l'automne 1708, un incendie se déclare au hameau voisin d'Uppgränna et se propage au château.

## Description
Il ne reste plus de Brahehus que les murs du corps de bâtiment principal, de forme carrée, qui était relié par une enceinte à deux tours également carrées.

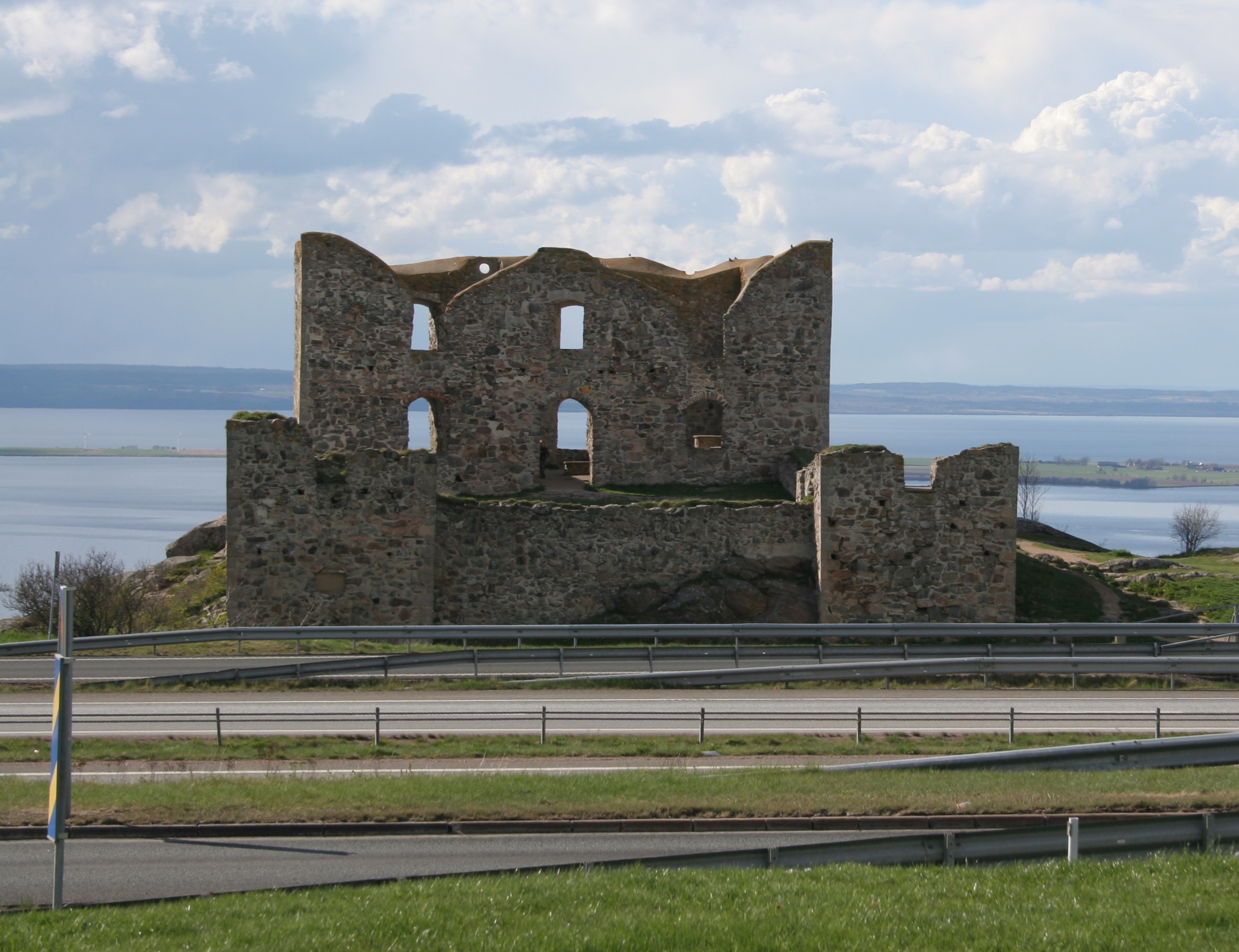
Brahehus, vu depuis l'autre côté de l'autoroute E4.

Les ruines du château se dressent sur une arête rocheuse à 3 km au nord de Gränna, à 270 m d'altitude, 180 m au-dessus du lac Vättern en contrebas. Le site offre un immense panorama sur toute la partie sud du lac, l'île de Visingsö et la ville de Gränna.
L'autoroute E4 passe tout près à l'est de Brahehus. Une aire de repos a été aménagée à hauteur des ruines. Celles-ci ont fait l'objet d'une restauration en 2011-2012.

## Source
- (sv) Cet article est partiellement ou en totalité issu de l’article de Wikipédia en suédois intitulé « Brahehus » (voir la liste des auteurs).